# Gromada Bielawy (Powiat Głogowski)
Gromada Bielawy war eine Verwaltungseinheit in der Volksrepublik Polen zwischen 1954 und 1958. Verwaltet wurde die Gromada vom Gromadzka Rada Narodowa, dessen Sitz sich in Bielawy befand und aus 11 Mitgliedern bestand.

Die Gromada Bielawy gehörte zum Powiat Głogowski in der Woiwodschaft Zielona Góra und bestand aus den ehemaligen Gromadas Bielawy und Różanówka sowie dem Weiler Strzeszków der aufgelösten Gmina Bytom Odrzański.

Zum 1. Januar 1958 wurde die Gromada Bielawy aufgelöst und in die Gromada Siedlisko im Powiat Nowosolski eingegliedert.